# Ningbo-Zhoushan-Hafen
Der Ningbo-Zhoushan-Hafen entstand durch eine Fusion der Häfen von Ningbo und Zhoushan zum 1. Januar 2006. Gleichzeitig übernahm die neu gegründete Verwaltungskommission für den Ningbo-Zhoushan-Hafen die Verwaltungsaufgaben des neuen Hafens. Der Hafen liegt in der Provinz Zhejiang an der Ostküste Chinas.

## Geografische Lage
Der Ningbo-Zhoushan-Hafen liegt in der Hangzhou-Bucht, an der Einmündung der Flüsse Qiantang und Yong.
Die nächstgrößere Metropole ist Shanghai, es sind nur 70 Seemeilen bis zur Mündung des Jangtse. In direkter Nähe ist der Ningbo Lishe International Airport.
Die Inseln Jintang (im Osten), Daxie (im Westen) und Dahuangmang (im Süden) sind als Naturschutzgebiete ausgewiesen.

## Hafengebiete

### Zhenhai-Hafengebiet
Das Zhenhai-Hafengebiet ist ein Mündungshafen in der Einmündung des Yongjiang. Auf einer Fläche von 4,9 km² und einer nutzbaren Küstenlinie von 3,683 km befinden sich 20 Terminals. Sieben Terminals sind bis zu einer Schiffstonnage von 10.000 und eins bis zu einer Schiffstonnage von 50.000 Tonnen ausgelegt.
Hauptumschlaggüter sind: Kohle (4,5 Millionen Tonnen), flüssige Chemikalien (3 Millionen Tonnen), Container und Bulkgüter.

### Ningbo-Hafengebiet
Das alte Hafengebiet Ningbos liegt an den Zusammenflüssen von Fenghuajiang, Yuyaojiang und Yongjiang. Die Hauptwasserstraße ist bis zur Mündung des Yongjiang 22 Kilometer lang und 80 bis 120 Meter breit. Das Hafengebiet hat einen 1.330 Meter langen Kai und eine Fläche von 123,5 ha.

### Beilun-Hafengebiet
Das Beilun-Hafengebiet umfasst eine Fläche von 150 km² und befindet sich am Knotenpunkt zwischen dem Ostufer der Yongjiang-Mündung und dem Südufer der Jintang-Wasserstraße. Es erstreckt sich vom Changtiaozui-Leuchtturm an der Mündung des Yongjiang im Westen bis zu der Chuanshan-Überfahrstelle in Chaiqiao im Osten.
Die durchschnittliche Wassertiefe des Beilun-Hafengebietes beträgt mehr als 50 Meter. Der engste Teil der Fahrrinne ist mehr als 700 Meter breit.
Hochseeschiffe bis zu 250.000 Tonnen können frei auf der Wasserstraße ein- und auslaufen. 300.000-Tonnen-Schiffe können bei Flut ein- und auslaufen. Für Ankern und Anlegen steht eine 34 km² große Wasserfläche bereit, auf der mehr als 300 10.000-Tonnen-Schiffe gleichzeitig ankern können.
Der Hafen ist durchschnittlich 340 Tage im Jahr geöffnet. Nur bei Taifunen wird der Hafen geschlossen.
Die 120 Kilometer lange Tiefwasser-Küstenlinie bietet die Möglichkeit, bis zu 285 Liegeplätze (inklusive 152 Tiefwasser-Liegeplätzen) einzurichten. Zurzeit gibt es 27 Tiefwasser-Liegeplätze. Des Weiteren sind derzeit Umschlagliegeplätze für 100.000-Tonnen-Schiffe, 200.000-Tonnen-Schiffe (Schüttgut), 250.000-Tonnen-Öl-Tanker und 80.000-Tonnen-Containerschiffe vorhanden.
Für die Lagerung von Erz stehen 29,6 ha zur Verfügung, auf denen drei Millionen Tonnen Erz gelagert werden können. Die Jahreskapazität beträgt 30 Millionen Tonnen Eisenerz, wodurch der Hafen zum größten Umschlagplatz für importiertes Eisenerz in China geworden ist.
Die Jahresumschlagkapazität für Container beträgt 7 Millionen TEU. Zum Zwischenlagern der Container steht eine Fläche von 330 ha zur Verfügung.

## Waren und Verkehr

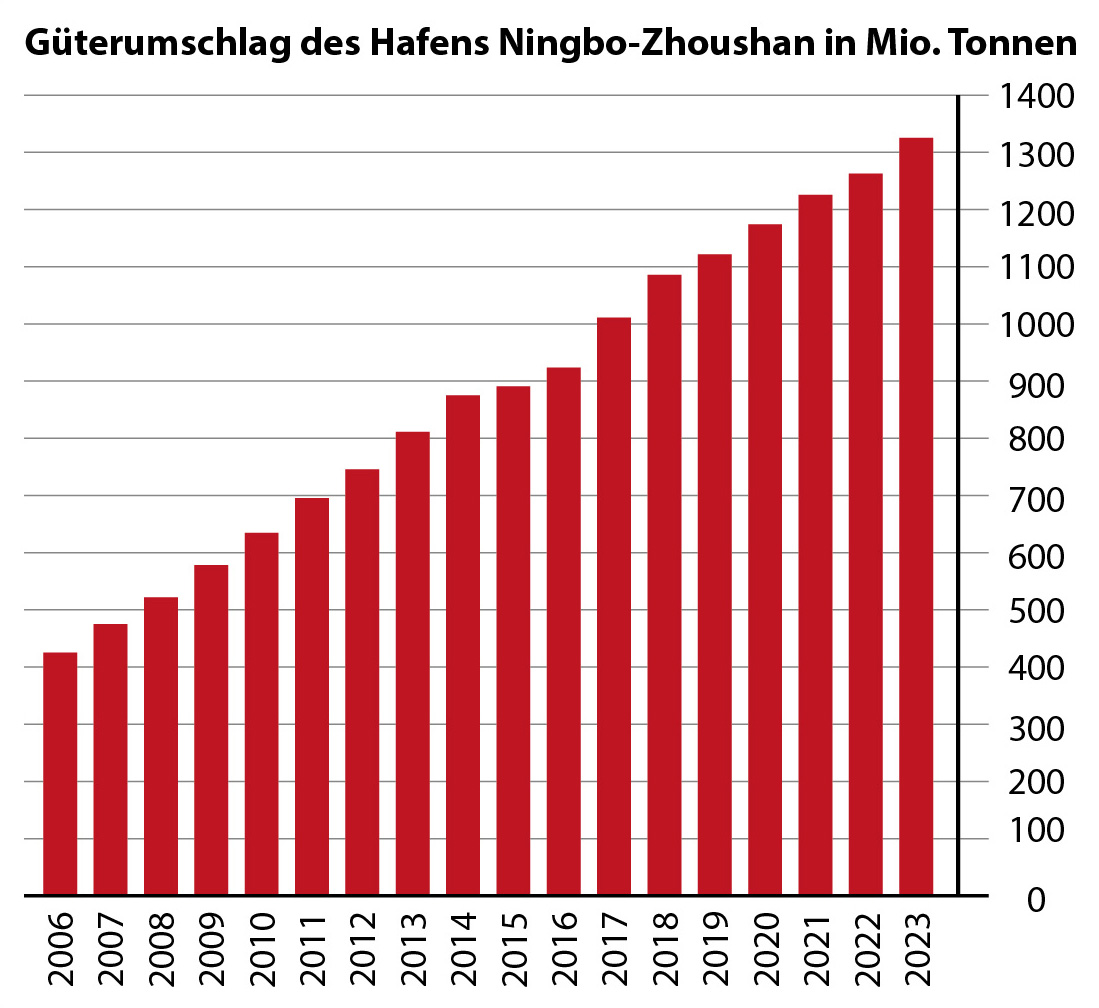
Entwicklung des Umschlagsvolumens von Gütern im Ningbo-Zhoushan-Hafen

Der gesamte Güterumschlag des Hafens Ningbo-Zhoushan belief sich 2023 auf 1.323,7 Millionen Tonnen. Davon entfielen rund 600 Millionen Tonnen auf den internationalen Handel. Container wurden in einer Größenordnung von 35,3 Millionen TEU umgeschlagen. Im Frachtumschlag ist Ningbo-Zhoushan damit der größte Hafen in der Volksrepublik China. Im Containerumschlag lag der Hafen 2023 weltweit auf Rang drei hinter Shanghai und Singapur.

## Vorfall
Am 9. August 2024 kam es zu einer Explosion mit Aufsteigen eines Feuerballs und Brand am Container-Frachtschiff YM Mobility angelegt im Hafen.